# مارشال براون (موسيقى)
مارشال براون (بالإنجليزية: Marshall Brown)‏ هو عازف جاز وكاتب أغاني أمريكي، ولد في 21 ديسمبر 1920 في فرامينغهام في الولايات المتحدة، وتوفي في 13 ديسمبر 1983 في نيويورك في الولايات المتحدة.

## وصلات خارجية
- مارشال براون على موقع ميوزك برينز (الإنجليزية)
- مارشال براون على موقع أول ميوزيك (الإنجليزية)
- مارشال براون على موقع ديسكوغز (الإنجليزية)